# Джини, Марк
Марк Джини (фр. Marc Gini, род. 8 ноября 1984 года, Кастазенья) — швейцарский горнолыжник, победитель этапа Кубка мира, участник Олимпийских игр в Ванкувере. Специализируется в слаломе. Брат горнолыжницы Сандры Джини
В Кубке мира Джини дебютировал в 2003 году, в ноябре 2007 года первый, и пока единственный, раз победил на этапе Кубка мира в слаломе. Кроме победы на сегодняшний день имеет 8 попаданий в десятку лучших на этапах Кубка мира, все в слаломе. Лучшим достижением в общем зачёте Кубка мира является для Джини 50-е место в сезоне 2007-08.
На Олимпиаде-2010 в Ванкувере, занял 15-е место в слаломе.
За свою карьеру участвовал в четырёх чемпионатах мира, лучший результат 37-е место в слаломе на чемпионате мира - 2011.
Использует лыжи и ботинки производства фирмы Fischer.